# 冷水江市
冷水江市是中国湖南省娄底市下辖的县级市，位于湖南中部。冷水江市境内的锡矿山因富含锑矿，而有“世界锑都”之称。市人民政府驻地沙塘灣街道。区域总面积为439平方公里。
地处资江中游、沪昆铁路线上。因境内涟溪两岸多井，井水极冷而得名。

## 历史
原属新化县，1951年析置县级锡矿山特区，次年即撤销。1961年析置县级冷江市，又于次年撤销。1969年正式设立了县级冷水江市。曾于1983年改为邵阳市的冷水江区，但在当年就被恢复为县级市。目前隶属于地级娄底市。

## 人口
根据第七次人口普查数据，截至2020年11月1日零时，冷水江市常住人口为329912人。

## 行政区划
冷水江市下辖4个街道办事处、5个镇、1个乡：
冷水江街道、锡矿山街道、沙塘湾街道、布溪街道、禾青镇、渣渡镇、铎山镇、三尖镇、金竹山镇和中连乡。

## 政治

### 现任领导
| 机构     | 冷水江市人民政府 市长 | · 中国共产党 · 冷水江市委员会 · 书记 | 冷水江市人民代表大会 常务委员会 主任 | · 中国人民政治协商会议 · 冷水江市委员会 · 主席 |
| -------- | --------------------- | ------------------------------------ | ------------------------------------ | ---------------------------------------------- |
| 姓名     | 陈创业                | 曾伯怡                               | 孙纬辉                               | 罗中秋                                         |
| 民族     | 汉族                  | 汉族                                 | 汉族                                 | 汉族                                           |
| 出生地   | 湖南省新化县          | 湖南省双峰县                         | 湖南省新化县                         | 湖南省邵东市                                   |
| 出生日期 | 1973年6月（51歲）     | 1971年10月（53歲）                   | 1972年10月（52歲）                   | 1965年9月（59歲）                              |
| 就任日期 | 2021年9月             | 2021年7月30日                        | 2021年11月1日                        | 2018年                                         |

## 交通
- 354国道过境。
- 沪昆铁路：冷水江东站

## 矿产
冷水江是中国著名的工矿业城市，境内矿产资源品种丰富。其中锑（古人误称为锡）矿的储量大、品位高，位居世界首位，有“世界锑都”之称。煤炭储量达6亿多吨，并依托于坑口优势，建造了装机容量达60万千瓦的金竹山电厂，是湖南省最主要的火电厂之一，现已全面铺开2×600MW机组的扩建工程。此外，还有铁矿、铅锌矿、石灰石矿等大型矿藏。当地的钢铁、化肥、纯碱制造等行业的实力也较强。

## 地理
全市地形以丘陵为主，年平均气温16℃，降水量1418毫米。

## 旅游
主要旅游点有波月洞、大嵊山、仙憩洞等。